# Erzsébet Köteles
Erzsébet Gulyás-Köteles (ur. 3 listopada 1924 w Budapeszcie, zm. 16 czerwca 2019 tamże) – węgierska gimnastyczka sportowa. Wielokrotna medalistka olimpijska.
Brała udział w trzech igrzyskach (IO 48, IO 52, IO 56), za każdym razem zdobywała medale – łącznie pięć. Po wszystkie medale sięgała w rywalizacji drużynowej, największy sukces osiągając na igrzyskach w 1956, kiedy Węgierki wygrały w ćwiczeniach drużynowych z przyborem. W 1954 zdobyła dwa medale mistrzostw świata. Sięgnęła po srebro w drużynowym wieloboju oraz po złoto w ćwiczeniach – również drużynowych – z przyborem.